# Andrena krigiana
Andrena krigiana är en biart som beskrevs av Robertson 1901. Andrena krigiana ingår i släktet sandbin, och familjen grävbin. Inga underarter finns listade i Catalogue of Life.

## Bildgalleri

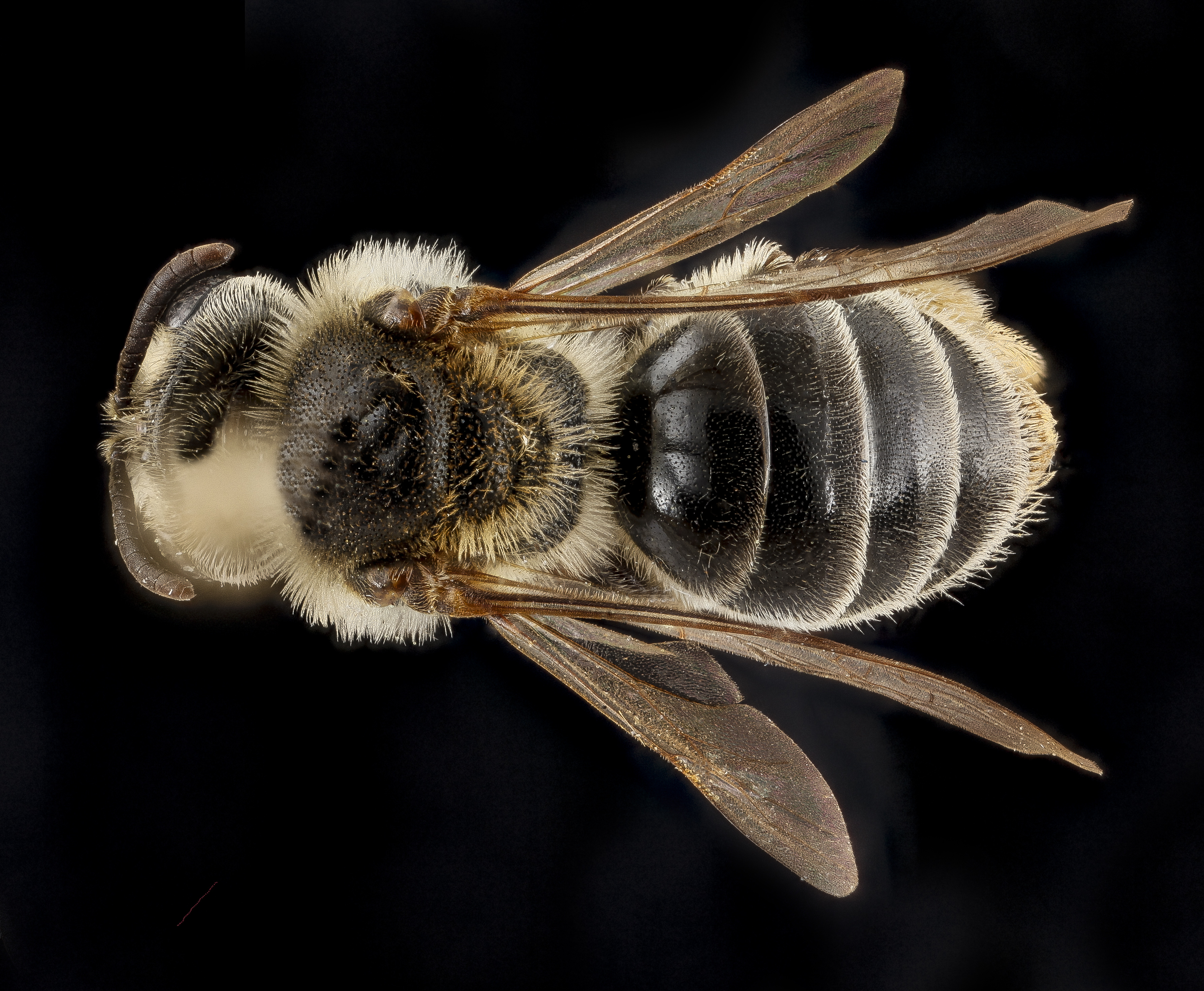
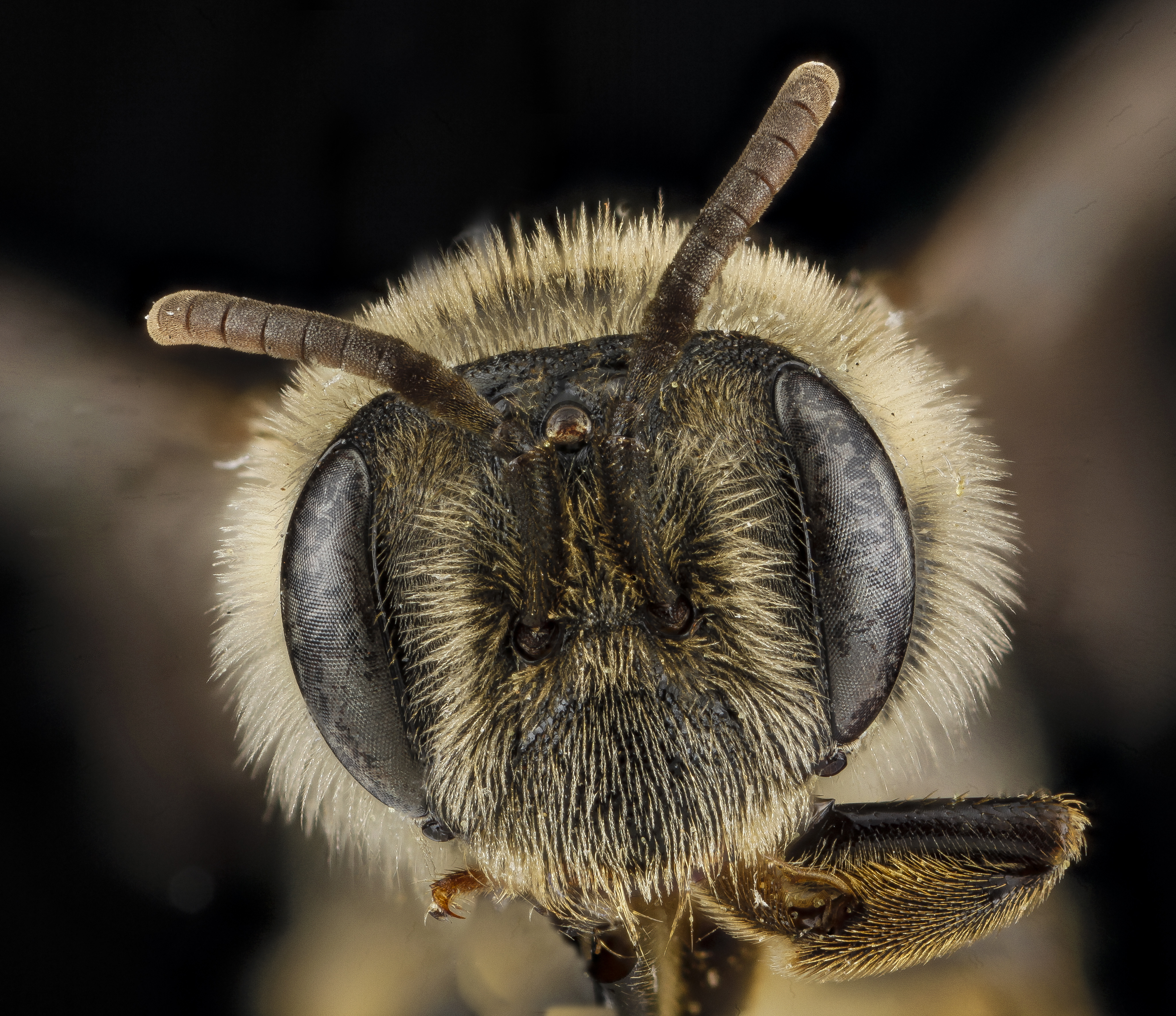